# Cherona
Cherona war eine deutsche Popband, die 2009 durch das Star-Tagebuch von Super RTL bekannt wurde. Zu ihren bekanntesten Songs gehören Ching Chang Chong, The Rigga-Ding-Dong-Song und Dragonfly.

## Bandgeschichte

### Anfang und Erfolge
Das Band-Casting fand im Dezember 2008 in Deutschland, Belgien und den Niederlanden statt. Die 30 besten Teilnehmer wurden nach Köln eingeladen, wo die endgültige Zusammensetzung entschieden wurde. Das erste Album, Sound of Cherona, entstand in den Elephant-Music-Studios in Flensburg und wurde von Mark Nissen, Annett und Hardy Krech produziert, die bereits erfolgreich für Highland und die Hermes House Band arbeiteten.
Vom 20. April 2009 bis 10. Juli 2009 war Cherona im Star-Tagebuch auf Super RTL zu sehen. Die erste Single Ching Chang Chong wurde am 24. April 2009 veröffentlicht und stieg in Deutschland bis auf Platz 36. Als zweite Single wurde am 10. Juli 2009 Rigga-Ding-Dong-Song, eine Coverversion von Passion Fruit, ausgekoppelt, welche wie die erste Publikation vom Album Sound of Cherona stammt.
Bei der Echoverleihung 2010 war die Band für den ECHO in der Kategorie Newcomer des Jahres (national) nominiert.

### Ende von Cherona
Ab November 2009 wurde es ruhiger mit der Band. Die Echoverleihung im März 2010 war der letzte öffentliche Auftritt von der Band gewesen, danach wurde die Band endgültig aufgelöst.

### Nach Cherona
Vicky Chassioti war unter dem Namen Vicky Chase als Solokünstlerin unterwegs und war bei der Toggo Tour 2010 dabei gewesen. Am 20. November 2009 veröffentlichte sie zudem ihre erste Solosingle Coming Home for Christmas (Cover von Banaroo). Zudem brachte sie im Jahre 2010 ihr erstes Album namens Stop Talking raus. Ab 2011 arbeitete Vicky mit diversen neuen Produzenten zusammen und führte ihre Karriere auf diesem Wege fort. Die Musikkarriere gab Chassioti als Hauptkarriere im Laufe der 2010er-Jahre auf und arbeitet seitdem als Projektmanagerin und Stylistin bei einer deutschen Filmproduktion-Firma. Im Jahr 2023 veröffentlichte Chassioti unter den Namen Vicky, nach über zehn Jahren wieder einen zwei Songs namens „Adrenalin“ und „Bang Bang“. Im Dezember 2023 wurde sie Mutter eines Sohnes. 
David Petters nahm 2012 an der neunten Staffel der RTL-Castingshow Deutschland sucht den Superstar teil. Inzwischen arbeitet er als PR Manager und ist auch als Stylist tätig. Petters ist auch weiterhin nebenbei als Sänger und Songwriter tätig.
Milla Chernysheva wanderte 2010 nach Kanada aus und gründete dort die kanadisch-ukrainische Band Zapovid, wo sie von 2011 bis 2021 Sängerin war. Chernysheva ist auch als Model tätig.
Enrico Bade arbeitet seit Ende von Cherona als Model und trat u. a. als Werbefigur für H&M, Volkswagen und Fabletics auf. Von 2010 bis 2011 war Bade auch als Tänzer bei den Auftritten von Vicky Chassioti dabei.

## Bandmitglieder
- Vicky Chassioti (* 12. August 1991 in Gevelsberg)
- David Petters (* 24. Juli 1988 in Brandenburg an der Havel)
- Milla Chernysheva (* 1. Dezember 1983 in Nowowolynsk)
- Enrico Yakubu Bade (* 2. November 1987 in Soltau)[7]

## Diskografie

### Studioalben
| Jahr | Titel            | Höchstplatzierung, Gesamtwochen, AuszeichnungChartplatzierungen (Jahr, Titel, Platzierungen, Wochen, Auszeichnungen, Anmerkungen) | Höchstplatzierung, Gesamtwochen, AuszeichnungChartplatzierungen (Jahr, Titel, Platzierungen, Wochen, Auszeichnungen, Anmerkungen) | Höchstplatzierung, Gesamtwochen, AuszeichnungChartplatzierungen (Jahr, Titel, Platzierungen, Wochen, Auszeichnungen, Anmerkungen) | Anmerkungen                        |
| Jahr | Titel            | DE | AT | CH | Anmerkungen                        |
| ---- | ---------------- | --- | --- | --- | ---------------------------------- |
| 2009 | Sound of Cherona | DE20 (3 Wo.)DE | AT9 (11 Wo.)AT | CH21 (10 Wo.)CH | Erstveröffentlichung: 5. Juni 2009 |

### Singles
| Jahr | Titel Album                           | Höchstplatzierung, Gesamtwochen, AuszeichnungChartplatzierungen (Jahr, Titel, Album, Platzierungen, Wochen, Auszeichnungen, Anmerkungen) | Höchstplatzierung, Gesamtwochen, AuszeichnungChartplatzierungen (Jahr, Titel, Album, Platzierungen, Wochen, Auszeichnungen, Anmerkungen) | Anmerkungen                                                 |
| Jahr | Titel Album                           | DE | AT | Anmerkungen                                                 |
| ---- | ------------------------------------- | --- | --- | ----------------------------------------------------------- |
| 2009 | Ching Chang Chong Sound of Cherona    | DE36 (9 Wo.)DE | AT17 (10 Wo.)AT | Erstveröffentlichung: 24. April 2009                        |
| 2009 | Rigga-Ding-Dong-Song Sound of Cherona | DE56 (6 Wo.)DE | AT48 (3 Wo.)AT | Erstveröffentlichung: 10. Juli 2009 Original: Passion Fruit |
| 2009 | Dragonfly Sound of Cherona            | DE79 (2 Wo.)DE | AT53 (2 Wo.)AT | Erstveröffentlichung: 25. September 2009 Original: Smile.dk |

### Promosingles
- 2009: Sound of Africa (Heyma)